# Какун (крепость)
Какун (Како) (англ. Qaqun, ивр. קאקון‎)— замок крестоносцев XII века, расположеный в современном Израиле, в 15 км от Нетании и в 3 км от парка «Утопия» и кибуца Бахан.
Первое упоминание замкa относится к 1123 г; oн был основан как защитное укрепление по дороге из Кейсарии в Шхем.
После падения Арсура и Кейсарии Какун стал столицей побережья. Крепость, охранявшаяся рыцарями-тамплиерами, просуществовала до 1260 года, а затем была захвачена султаном Байбарсом. Принц Эдуард, будущий король Англии, пытался отвоевать замок в 1271 году, но не преуспел.
Позже крепость стала одной из главных почтовых станций мамелюков.
Впоследствии здесь произошел один из боев Наполеоновской армии с турками, в котором Наполеон победил. Отсюда армия Наполеона двинулась на Осаду Акры.
В настоящее время замок находится в полуразрушенном состоянии и законсервирован. Он представляет интерес как объект культурного и исторического значения.

## Галерея
- Современное фото
- Руины замка крестоносцев
- Фасад крепости с воздуха
- Церковь крестоносцев